# Only Fools and Horses

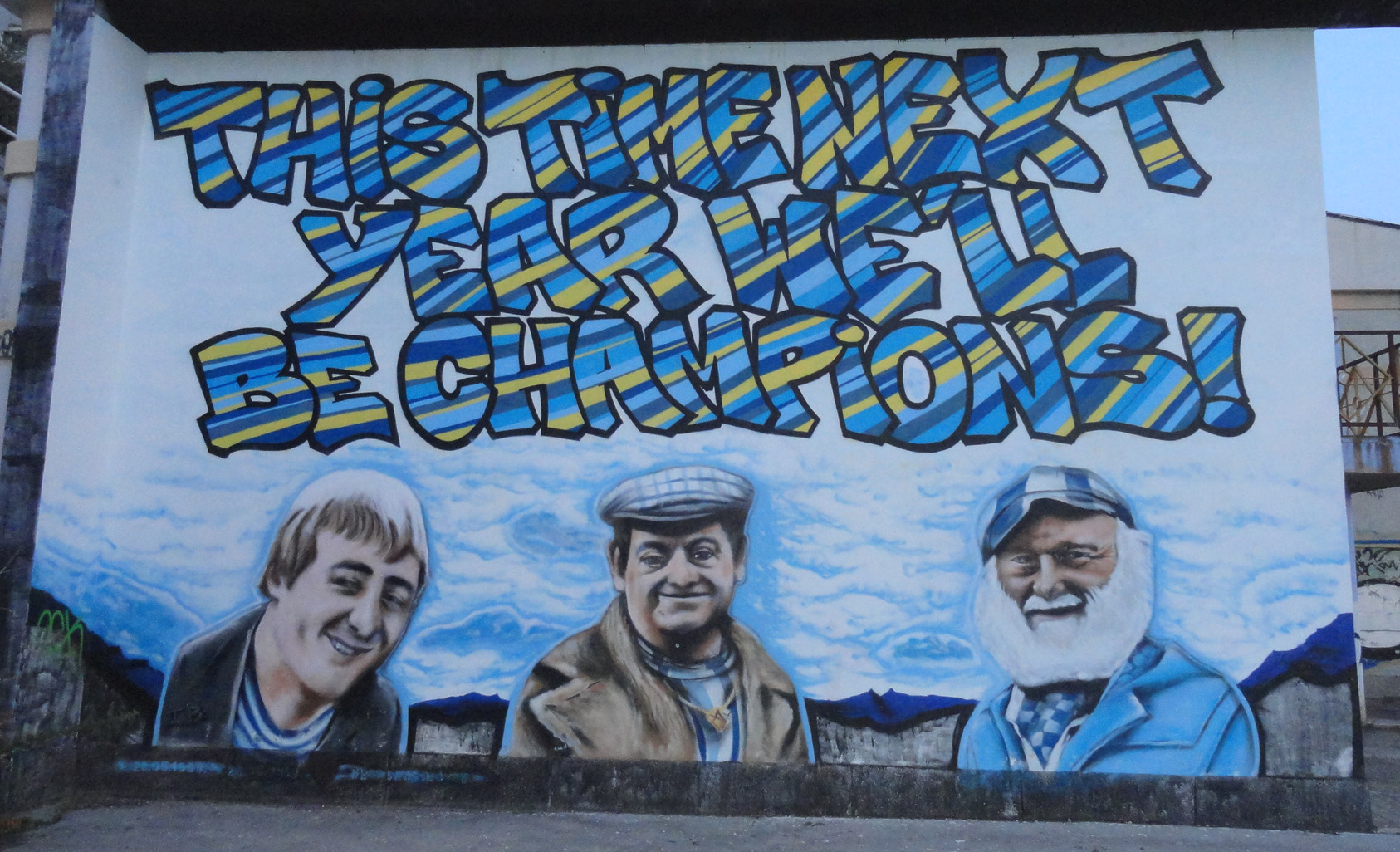
Die Hauptdarsteller auf einem Graffiti in Rijeka, Kroatien

Only Fools and Horses ist eine Sitcom, die von der BBC hergestellt und zwischen 1981 und 1991 ausgestrahlt wurde. Mit zusätzlichen Weihnachtsepisoden (1991–1993, 1996, 2001–2003) gibt es 63 Folgen. In der Umfrage der BBC von 2004 wurde sie vor Blackadder zur beliebtesten britischen Sitcom aller Zeiten gewählt. Die Episode Time On Our Hands (1996) hält mit 24,3 Millionen Zuschauern den Rekord für die höchste Einschaltquote einer Sitcom im Vereinigten Königreich. Sie kann damit durchaus als Straßenfeger bezeichnet werden. Der Titel ist eine Anspielung auf das englische Sprichwort Only fools and horses work (Nur Narren und Pferde arbeiten [für ihren Lebensunterhalt]).

## Handlung

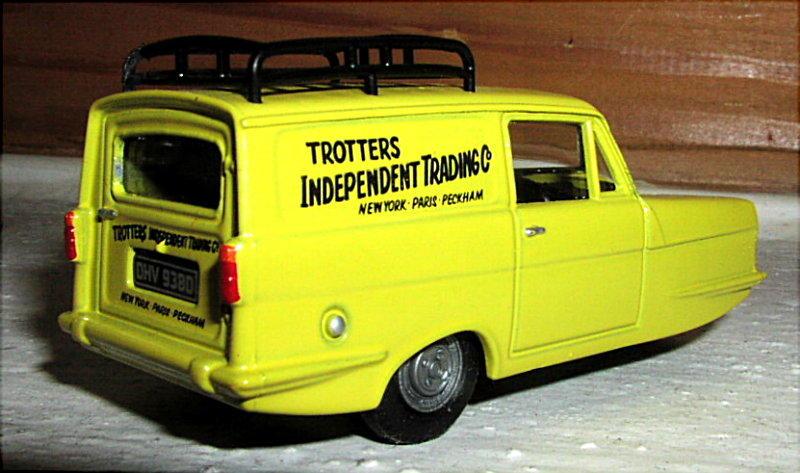
Reliant Regal Supervan III

Die Serie spielt in Peckham in Südlondon; die Hauptpersonen sind Derek „Del Boy“ Trotter (David Jason), ein typischer Cockney-Markthändler, sein jüngerer Bruder Rodney (Nicholas Lyndhurst) und ihr alter Großvater „Grandad“ (Lennard Pearce). Die Handlung dreht sich oft um die vergeblichen Versuche der Trotters, mit allen möglichen krummen Geschäften möglichst schnell möglichst reich zu werden. Sie betreiben ihre Geschäfte aus einem dreirädrigen Reliant Regal Supervan III.

## Internationale Versionen
Only Fools and Horses wurde unter anderem nach Australien, Belgien, Bosnien, Griechenland, Irland, Israel, Kroatien, Mazedonien, Malta, Montenegro, Neuseeland, Pakistan, Serbien, Slowenien, Südafrika, Spanien und Zypern verkauft. Drei Länder haben eigene Versionen produziert, zuerst in den Niederlanden, unter dem Titel Wat schuift't? (Was ist es wert?). Das zweite Land war Portugal mit O Fura-Vidas, und schließlich Slowenien; dort hieß die Serie Brat bratu.

## Auszeichnungen
Die Serie, ihr Autor John Sullivan und der Hauptdarsteller David Jason erhielten zahlreiche Preise, darunter mehrere BAFTA TV Awards, British Comedy Awards und National Television Awards.

## Rezeption
Die Serie erfreut sich in England großer Popularität. DVDs und Videos von Only Fools and Horses gehören nach wie vor zu den bestverkauften Artikeln der BBC, mit über 6 Millionen VHS-Cassetten und 1 Million DVDs.

## Musical-Adaption
Zusammen mit dem Sohn des 2011 verstorbenen und mehrfach ausgezeichneten Drehbuchautors John Sullivan, Jim, schrieb der walisische Komiker Paul Whitehouse eine Musical-Adaption von Only Fools and Horses, die am 9. Februar 2019 am Theatre Royal Haymarket in London uraufgeführt wurde. Whitehouse selbst spielt darin die Rolle des Großvaters.